# Мифсуд, Майкл
Майкл Мифсуд (мальт. и англ. Michael Mifsud; 17 апреля 1981, Пьета, Мальта) — мальтийский футболист, нападающий. Лучший бомбардир сборной Мальты по футболу. Был признан спортсменом года на Мальте в 2001 и 2003 годах.

## Клубная карьера
Воспитанник ФК «Слима Уондерерс». Дебютировал за клуб в сезоне 1997/98, сыграв за команду 6 матчей и выиграв бронзовую медаль мальтийского чемпионата. В сезоне 1998/99 закрепился в основном составе клуба, забив в 23 матчах 8 мячей. Клуб Мифсуда по итогам чемпионата снова занял третье место. Привлёк внимание скаутов «Манчестер Юнайтед», в котором затем прошёл просмотр в июле 1999 года, однако не смог впечатлить качеством игры руководство клуба. В сезоне 1999/00 забил за «Слима Уондерерс» 21 гол в 28 матчах, однако клуб занял лишь четвёртое место в чемпионате; в сезоне 2000/01, принёсшем «Слиме» второе место, Майкл Мифсуд забил 20 голов в 25 матчах. Тогда же Мифсуд дебютировал в национальной сборной.
Перешёл в клуб Бундеслиги «Кайзерслаутерн» летом 2001 года. Регулярно забивал за резервную команду клуба, однако в 21 игре за первую команду забил лишь 2 гола, выходя на замены в концовках матчей. В сезоне 2006/2007, играя за «Ковентри», в Кубке Англии Мифсуд забил два гола в ворота «Манчестер Юнайтед» и сенсационно выбил именитую команду из кубка.

## Карьера в сборной
Нападающий сыграл за сборную 143 матча и забил 42 мяча. Гол в ворота Армении в 2013 году стал победным в квалификации к чемпионату мира. В итоге сборная Мальты набрала 3 очка и её лучшим бомбардиром стал Мифсуд, забивший 2 мяча.

## Достижения
- Чемпион Мальты (2): 2003/04, 2011/12